# République soviétique socialiste du Khorezm
30 octobre 1923 – 27 octobre 1924
(11 mois et 27 jours)
Entités précédentes :
- République soviétique populaire du Khorezm

Entités suivantes :
- République socialiste soviétique d'Ouzbékistan
- République socialiste soviétique du Turkménistan
- Oblast autonome karakalpak

La république soviétique socialiste du Khorezm (en abrégé RSS du Khorezm ou RSSK ; en ouzbek : خارزم شورا سوسیالیست جمهوریاتی, Xorazm Sho'ro Sotsialistik Jumhuriyati ; en russe : Хорезмская Социалистическая Советская Республика, Khorezmskaïa Sotsialistitcheskaia Sovietskaïa Respoublika, XССР) est l'État successeur[réf. nécessaire] de la république soviétique populaire du Khorezm (RSPK). Sa capitale était la ville de Khiva. Le nom de la république vient de l'ancienne région historique et géographique du Khorezm. Les plus grandes villes en dehors de la capitale étaient Daşoguz, Ourguentch, Kounia-Ourguentch, To‘rtko‘l, Noukous et Xoʻjayli. 

## Géographie
Elle était bordée au nord par la mer d'Aral, au sud et à l'ouest par la région transcaspienne de la RSSA du Turkestan, à l'est par la région de Syr Darya de la RSSA du Turkestan et au sud-est par la RSP de Boukhara (rebaptisée RSS de Boukhara, le 19 septembre 1924). La RSSA du Turkestan faisait partie de la RSFSR.

## Structure gouvernementale
La RSP du Khorezm a été transformé en RSS du Khorezm lors du 4ème congrès des Soviets du Khorezm le 30 octobre 1923. Le même jour, la Constitution de la République a été adoptée et il a été annoncé que la RSS du Khorezm ferait partie de l'URSS en tant que République de l'Union. Exactement un an plus tard, fin octobre 1924, l'Union soviétique a commencé la délimitation des frontières en Asie centrale, et le 27 octobre la RSS du Khorezm a été abolie, et son territoire divisé entre des républiques nouvellement formées sur la base de la nationalité : la RSS turkmène (81% du territoire de la RSS du Khorezm), la RSS ouzbèke (9%) et l'Oblast autonome karakalpak qui faisait partie de la RSSA kirghize (rebaptisée RSSA kazakhe, le 19 avril 1925) intégrée à la RSFSR. 
Le parti au pouvoir dans la république était le Parti communiste khorezmien, qui disposait de ses propres forces armées. Il avait également sa propre monnaie, le rouble du Khorezm (ru), qui cohabitait avec le rouble de la RSFSR (Sovznak (en)) et le rouble de l'URSS, ainsi que le tanga du Khorezm (en). 

## Économie
L'économie de la République était basée sur l'agriculture (principalement la culture des légumes et des fruits, du riz, du coton et du blé), la sériciculture, l'élevage (y compris de Astrakhans), la pêche (en mer d'Aral et sur le fleuve Amou-Daria), ainsi que l'artisanat et en particulier l'artisanat populaire, comme le tissage de tapis (en), la production de vaisselle et de produits en céramique. L'économie de la république était étroitement liée à celle de la RSSA du Turkestan, qui faisait partie de la RSFSR.

## Population
Les langues officielles de le RSS du Khorezm étaient l'ouzbek et le russe. Le RSS du Khorezm, comme la RSP du Khorezm auparavant, était un État laïc, mais la grande majorité de ses habitants étaient des musulmans d'obédience sunnite. Une partie de la population était également chrétienne (principalement orthodoxe). Environ 800 000 personnes vivaient dans la République. La majorité d'entre elles était ouzbèke,  mais il y avait aussi un nombre assez important de Karakalpaks, de Turkmènes, de Kazakhs, d'Iraniens, de Russes, etc.